# Вишневецький Костянтин Григорович
Костянти́н Григо́рович Вишневе́цький (8 червня 1914 — 30 травня 1944) — радянський військовий льотчик, Герой Радянського Союзу (1943), у роки німецько-радянської війни командир ескадрильї 298-го винищувального авіаційного полку 229-ї винищувальної авіаційної дивізії 4-ї повітряної армії Північно-Кавказького фронту.

## Біографія
Народився 8 червня 1914 року у селі Новоданилівка Казанківського району Миколаївської області. Українець. Член ВКП(б) з 1940 року.
Закінчив неповну середню школу, школу ФЗУ. Працював токарем.
До лав РСЧА призваний у 1935 році.
У 1937 році закінчив Одеську військову авіаційну школу пілотів.
Учасник вторгнення СРСР до Польщі в 1939.
Учасник німецько-радянської війни з 22 червня 1941 року у складі 33-го винищувального авіаційного полку. Здійснив 76 бойових вильотів, збив 1 літак супротивника. 1 грудня 1941 року в повітряному бою був поранений, літак підбитий. Вистрибнув з парашутом. Лікувався у шпиталі.
Після одужання працював інструктором з перепідготовки льотчиків на військові літаки союзників. Підготував 124 льотчики.
З 15 січня 1943 року — заступник командира ескадрильї по політичній частині 298-го винищувального авіаційного полку. Літав на винищувачі «Аерокобра».
До 6 травня 1943 року командир ескадрильї 298-го ВАП 229-ї винищувальної авіаційної дивізії 4-ї повітряної армії Північно-Кавказького фронту старший лейтенант К. Г. Вишневецький здійснив 123 бойових вильоти. У 39 повітряних боях збив особисто 10, у парі −4, у складі групи — 9 літаків ворога. Ще 2 літаки знищено на землі під час штурмовки ворожих аеродромів.
За успіхи в боях на Кубані 229-й ВАП був перетворений у 104-й гвардійський винищувальний авіаційний полк.
У вересні 1943 року штурман 104-го гвардійського винищувального авіаційного полку гвардії капітан К. Г. Вишневецький у повітряному бою над річкою Молочною збив 2 літаки супротивника, але й сам був поранений. Після лікування права рука частково втратила рухомість, тому був відсторонений від льотної роботи.
Всього за роки війни здійснив понад 200 бойових вильотів, у близько 50 повітряних боях збив особисто 17 та в складі групи 14 літаків супротивника (за іншими даними особисто — 20, у складі групи — 15) .
Помічник командира 9-ї гвардійської винищувальної авіаційної дивізії з тактико-стрілецької підготовки майор К. Г. Вишневецький загинув 30 травня 1944 року в автомобільній катастрофі, що сталась під час нальоту ворожої авіації на колону радянської бронетехніки. Похований на Пагорбі Слави у Львові.

## Нагороди
Указом Президії Верховної Ради СРСР від 24 серпня 1943 року старшому лейтенантові Вишневецькому Костянтину Григоровичу присвоєне звання Героя Радянського Союзу з врученням ордена Леніна і медалі «Золота Зірка» (№ 1134).
Також нагороджений трьома орденами Червоного Прапора (05.04.1943, 02.05.1943, 31.10.1943), орденом Вітчизняної війни 1 ступеня (18.06.1943) та медалями.